# Osiny (powiat kępiński)
Osiny – wieś w Polsce, położona w województwie wielkopolskim, w powiecie kępińskim, w gminie Kępno.
| SIMC    | Nazwa      | Rodzaj                       |
| ------- | ---------- | ---------------------------- |
| 0199846 | Biały Młyn | część wsi (od 2023 r. osada) |
| 0199852 | Dziekania  | część wsi (od 2023 r. osada) |
| 0199869 | Zosin      | część wsi (od 2023 r. osada) |

Położone w bezpośrednim sąsiedztwie Kępna, przy linii kolejowej Kępno-Oleśnica.

## Historia
Miejscowość historycznie należy do ziemi wieluńskiej oraz pierwotnie związana była z Wielkopolską. Ma metrykę średniowieczną i istnieje co najmniej od początku XV wieku. Wymieniona po raz pierwszy w dokumencie zapisanym po łacinie z 1426 pod obecną nazwą "Osiny", a także pod zlatynizowaną nazwą "Ossini" .
Wspominały ją historyczne dokumenty prawne, własnościowe oraz podatkowe. Była wsią szlachecką i w 1426 należała do Kępińskich wraz z miastem Baranowem oraz innymi miejscowościami. W 1447 uległa zniszczeniu kiedy rozbójnicy ze Śląska i Węgier poczynili zimą wiele szkód zwłaszcza w okolicach Grabowa oraz Osiny. W 1470-1499 leżała w składzie dóbr baranowskich w Koronie Królestwa Polskiego .
W latach 1975–1998 wieś należała administracyjnie do województwa kaliskiego.